# Springer Handbook of Robotics
Lo Springer Handbook of Robotics (DOI: 10.1007/978-3-540-30301-5) è un manuale di robotica edito nel 2008 dalla casa editrice Springer-Verlag, nell'ambito di una serie di volumi denominati Springer Handbooks.
L'opera è il frutto del lavoro di un gruppo di 165 studiosi coordinati da Bruno Siciliano e Oussama Khatib.

## Descrizione
Il libro, nelle intenzioni della casa editrice, nasce dall'esigenza di realizzare un manuale orientato alla ricerca e alle applicazioni della robotica, concepito per essere un testo di riferimento aggiornato allo stato dell'arte della disciplina al momento della pubblicazione, in grado di offrire una copertura completa degli argomenti e delle conoscenze riguardanti la ricerca e lo sviluppo in robotica, senza limitarsi alle applicazioni in campo industriale, ma esplorando i nuovi utilizzi e le nuove applicazioni prospettate dalla scienza.
L'opera coniuga la dimensione manualistica con quella enciclopedica si rivolgendosi sia a un pubblico di esperti sia a una platea di lettori inesperti: nella presentazione dei materiali tecnici in forma di tutorial la struttura dell'opera si articola su tre livelli: il primo di questi riguarda l'esposizione dei fondamenti della robotica ed è costituito dalla Parte A del libro (i primi 9 capitoli). Il secondo livello, costituito da quattro parti, presenta tecnologie e metodologie consolidate; il terzo livello si occupa delle applicazioni avanzate ed è costituito da due parti separate per un totale di 22 capitoli.

## Autori
Il manuale è opera di un team 165 specialisti provenienti da varie aree geografiche (18 dei quali dall'Italia), coordinati da Bruno Siciliano, della Facoltà di ingegneria dell'Università Federico II di Napoli, e da Oussama Khatib, della School of Engineering della  Stanford University.

## Riconoscimenti
Presentato alla International Conference on Robotics and Automation tenutasi a Pasadena nel 2008, il libro, negli Stati Uniti, ha ricevuto un duplice riconoscimento dal PROSE Award (The APA-American Publishers Awards for Professional and Scholarly Excellence) dell'associazione degli editori statunitensi, con la vittoria sia nella sezione Excellence in Physical Sciences & Mathematics, sia nella categoria Engineering & Technology.

## Edizioni
- 2008 (Print): versione a stampa con copertina rigida e un DVD, in allegato, con l'intero contenuto: pp. LX+1611; 1375 illustrazioni, di cui 422 a colori (quadricromia). ISBN 978-3-540-23957-4.
- 2008 (eReference): versione on line. e-ISBN 978-3-540-30301-5
- 2008 (Print + eReference): entrambe le versioni. ISBN 978-3-540-38219-5.

## Struttura
Il libro è diviso in 7 parti, contrassegnate con lettere alfabetiche si sviluppa in un numero variabile di capitoli, tra di loro interconnessi, per un totale di sessantaquattro. Ognuna delle sette parti è affidata alle cure di un proprio curatore, mentre la realizzazione di ciascun capitolo è opera di gruppi di studiosi diversi (in genere 2 o 3). Oltre all'indice generale, ogni singolo capitolo è dotato di un sommario dei propri contenuti. 

### Contenuti
- Foreword (Bernard Roth)
- List of abbreviation
- Introduction (Bruno Siciliano, Oussama Khatib)
- Part A: Robotics Foundations

(David Orin)
Chap. 1. Kinematics (Ken Waldron, James Schmiedeler)
Chap. 2. Dynamics (Roy Featherstone, David Orin)
Chap. 3. Mechanisms and Actuation (Victor Scheinman, Michael McCarthy)
Chap. 4. Sensing and Estimation (Henrik Christensen, Gregory Hager)
Chap. 5. Motion Planning (Lydia Kavraki, Steve LaValle)
Chap. 6. Motion Control (Wankyun Chung, Li-Chen Fu, Su-Hau Hsu)
Chap. 7. Force Control (Luigi Villani, Joris De Schutter)
Chap. 8. Robotic Systems Architectures and Programming (David Kortenkamp, Reid Simmons)
Chap. 9. AI Reasoning Methods for Robotics (Joachim Hertzberg, Raja Chatila)
- Part B: Robot Structures

(Frank Park)
Chap. 10. Performance Evaluation and Design Criteria (Jorge Angeles, Frank Park)
Chap. 11. Redundant Manipulators (Stefano Chiaverini, Giuseppe Oriolo, Ian Walker)
Chap. 12. Parallel Mechanisms and Robots (Jean-Pierre Merlet, Clément Gosselin)
Chap. 13. Robots with Flexible Elements (Alessandro De Luca, Wayne Book)
Chap. 14. Model Identification (John Hollerbach, Wisama Khalil, Maxime Gautier)
Chap. 15. Robot Hands (Claudio Melchiorri, Makoto Kaneko)
Chap. 16. Legged Robots (Shuuji Kajita, Bernard Espiau)
Chap. 17. Wheeled Robots (Guy Campion, Woojin Chung)
Chap. 18. Micro/Nano Robots (Brad Nelson, Lixin Dong, Fumihito Arai)
- Part C: Sensing and Perception

(Henrik I. Christensen)
Chap. 19. Force and Tactile Sensors (Mark Cutkosky, Robert Howe, William Provancher)
Chap. 20. Inertial Sensors, GPS and Odometry (Gregory Dudek, Michael Jenkin)
Chap. 21. Sonar Sensing (Lindsay Kleeman, Roman Kuc)
Chap. 22. Range Sensors (Robert Fisher, Kurt Konolige)
Chap. 23. 3D Vision and Recognition (Kostas Daniliidis, Jan-Olof Eklundh)
Chap. 24. Visual Servoing and Visual Tracking (François Chaumette, Seth Hutchinson)
Chap. 25. Sensor Fusion (Hugh Durrant-Whyte, Tom Henderson)
- Part D: Manipulation and Interfaces

(Makoto Kaneko)
Chap. 26. Motion for Manipulation Tasks (Oliver Brock, James Kuffner, Jing Xiao)
Chap. 27. Modelling and Manipulation (Imin Kao, Kevin Lynch, Joel Burdick)
Chap. 28. Grasping (Jeff Trinkle, Domenico Prattichizzo)
Chap. 29. Cooperative Manipulators (Fabrizio Caccavale, Masaru Uchiyama)
Chap. 30. Haptics (Blake Hannaford, Allison Okamura)
Chap. 31. Telerobotics (Günter Niemeyer, Carsten Preusche, Gerd Hirzinger)
Chap. 32. Networked Teleoperation (Dezhen Song, Kenneth Goldberg, Nak Young Chong)
Chap. 33. Exoskeletons for Human Performance Augmentation (Hami Kazerooni)
- Part E: Mobile and Distributed Robotics

(Raja Chatila)
Chap. 34. Motion Control of Wheeled Mobile Robots (Pascal Morin, Claude Samson)
Chap. 35. Motion Planning and Obstacle Avoidance (Javier Minguez, Florent Lamiraux, Jean-Paul Laumond)
Chap. 36. World Modeling (Wolfram Burgard, Martial Hebert)
Chap. 37. Simultaneous Localization and Mapping (Sebastian Thrun, John Leonard)
Chap. 38. Behavior-Based Systems (Maja Mataric, François Michaud)
Chap. 39. Distributed and Cellular Robots (Zack Butler, Alfred Rizzi)
Chap. 40. Multiple Mobile Robot Systems (Lynne Parker)
Chap. 41. Networked Robots (Vijay Kumar, Daniela Rus, Gaurav Sukhatme)
- Part F: Field and Service Robotics

(Alexander Zelinsky)
Chap. 42. Industrial Robotics (Martin Hägele, Klas Nilsson, Norberto Pires)
Chap. 43. Underwater Robotics (Gianluca Antonelli, Thor Inge Fossen, Dana Yoerger)
Chap. 44. Aerial Robotics (Eric Feron, Eric Johnson)
Chap. 45. Space Robots and Systems (Kazuya Yoshida, Brian Wilcox)
Chap. 46. Robotics in Agriculture and Forestry (John Billingsley, Arto Visala, Mark Dunn)
Chap. 47. Robotics in Construction (Kamel Saidi, Jonathan O'Brien, Alan Lytle)
Chap. 48. Robotics in Hazardous Applications (James Trevelyan, Sungchul Kang, William Hamel)
Chap. 49. Mining Robotics (Peter Corke, Jonathan Roberts, Jock Cunningham, David Hainsworth)
Chap. 50. Search and Rescue Robotics (Robin Murphy, Satoshi Tadokoro, Daniele Nardi, Adam Jacoff, Paolo Fiorini, Howie Choset, Aydan Erkmen)
Chap. 51. Intelligent Vehicles (Alberto Broggi, Alexander Zelinsky, Michel Parent, Charles Thorpe)
Chap. 52. Medical Robots and Systems (Russell Taylor, Arianna Menciassi, Gabor Fichtinger, Paolo Dario)
Chap. 53. Rehabilitation and Health Care Robotics (Machiel van der Loos, David J. Reinkensmeyer)
Chap. 54. Domestic Robots (Erwin Prassler, Kazuhiro Kosuge)
Chap. 55. Robots for Education (David Miller, Illah Nourbakhsh, Roland Siegwart)
- Part G: Human-Centered and Life-Like Robotics

(Daniela Rus)
Chap. 56. Humanoids (Charles Kemp, Paul Fitzpatrick, Hirohisa Hirukawa, Kazuhito Yokoi, Kensuke Harada, Yoshio Matsumoto)
Chap. 57. Safety for Physical Human-Robot Interaction (Antonio Bicchi, Michael Peshkin, Edward Colgate)
Chap. 58. Social Robots that Interact with People (Cynthia Breazeal, Atsuo Takanishi, Tetsunori Kobayashi)
Chap. 59. Robot Programming by Demonstration (Aude Billard, Sylvain Calinon, Ruediger Dillmann, Stefan Schaal)
Chap. 60. Biologically-Inspired Robots (Jean-Arcady Meyer, Agnès Guillot)
Chap. 61. Evolutionary Robotics (Dario Floreano, Phil Husbands, Stefano Nolfi)
Chap. 62. Neurorobotics: From Vision to Action (Michael Arbib, Giorgio Metta, Patrick van der Smagt)
Chap. 63. Perceptual Robotics (Heinrich Bülthoff, Christian Wallraven, Martin Giese)
Chap. 64. Roboethics: Social and Ethical Implications (Gianmarco Veruggio, Fiorella Operto)